# Spectacle équestre
Un spectacle équestre est un spectacle mettant en scène des chevaux. Héritier des mouvements équestres militaires, il naît en Angleterre au XVIIIe siècle, d'abord pour un public d'aristocrates, avant de gagner d'autres pays comme la France et de se démocratiser grâce au cirque. De nos jours, le spectacle peut se dérouler dans un théâtre équestre, sur une piste de dressage ou sur une piste de cirque. Le cheval est le seul dénominateur commun parmi une grande variété possible de spectacles faisant appel à de très nombreuses formes d'art comme la danse, le théâtre, le cirque, le chant, la musique ou encore la peinture.
Les troupes et les structures de spectacle équestre peuvent acquérir une renommée internationale, c'est le cas de Zingaro en France, de Cavalia au Québec et d'Apassionata en Allemagne. Des professionnels comme Mario Luraschi et des chevaux comme Templado sont également connus dans le monde entier. La France a ouvert une Académie du spectacle équestre, proposant une formation avec Bartabas.

## Histoire

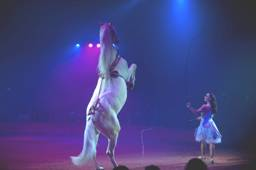
Le cirque est indissociable du spectacle équestre. Ici, Arlette Gruss.

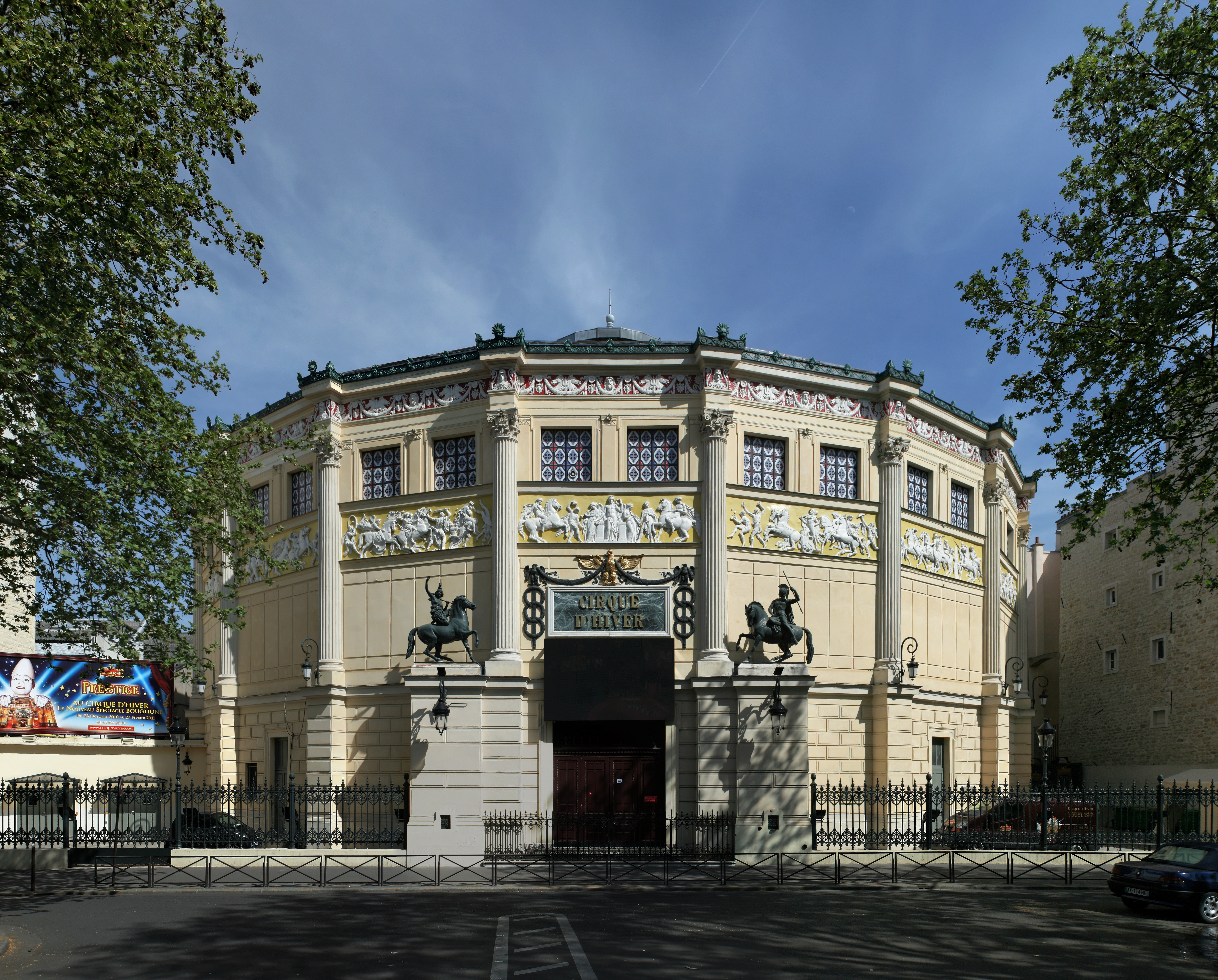
Bon nombre de spectacles équestres se sont tenus au cirque d'hiver, à Paris.

Le spectacle équestre trouve son origine dans les mouvements de combat équestres militaires. En Angleterre, au XVIIIe siècle, ces démonstrations se muent peu à peu en spectacles. En 1780, cette pratique arrive en France. Elle évolue beaucoup au XIXe siècle : les représentations initiales se tiennent dans des lieux fixes et sont destinées à un public d'aristocrates. Elles laissent place au cirque, dont les débuts sont indissociables du cheval. Le spectacle équestre se fait itinérant, et les cirques deviennent des ménageries foraines présentant d'autres types de spectacles et d'autres animaux. La naissance du théâtre équestre remonte au début du XIXe siècle, il s'agit à l'origine d'une demande de reconnaissance dans la législation particulière du spectacle narratif, associée aux thèmes napoléoniens, des moyens importants sont mis en œuvre pour le rendre spectaculaire. Les premiers spectacles équestres narratifs, durant la première moitié du XIXe siècle, ont pour cadre l'histoire militaire. Les clowns détrônent ensuite le cheval comme symbole du spectacle de cirque. Au début du XXe siècle, le spectacle équestre est associé à de grands noms du cirque comme la famille Bouglione, et plus tard la famille Grüss. L'écuyer Nuno Oliveira se produit lui-même sur des pistes de cirque.
La relance du spectacle équestre en France au milieu des années 1970 doit énormément à Alexis Grüss et à Bartabas, alors que le Cadre noir de Saumur, jugé anachronique, est menacé de fermeture. Au début du XXIe siècle, le spectacle équestre est devenu très populaire. Les Chevaux du Soleil, un spectacle rassemblant les écoles de Saumur, de Vienne, de Jerez et du Portugal, a attiré 60 000 spectateurs à Bercy. Apassionata, en Allemagne, rassemble 600 000 spectateurs chaque année.

## Description

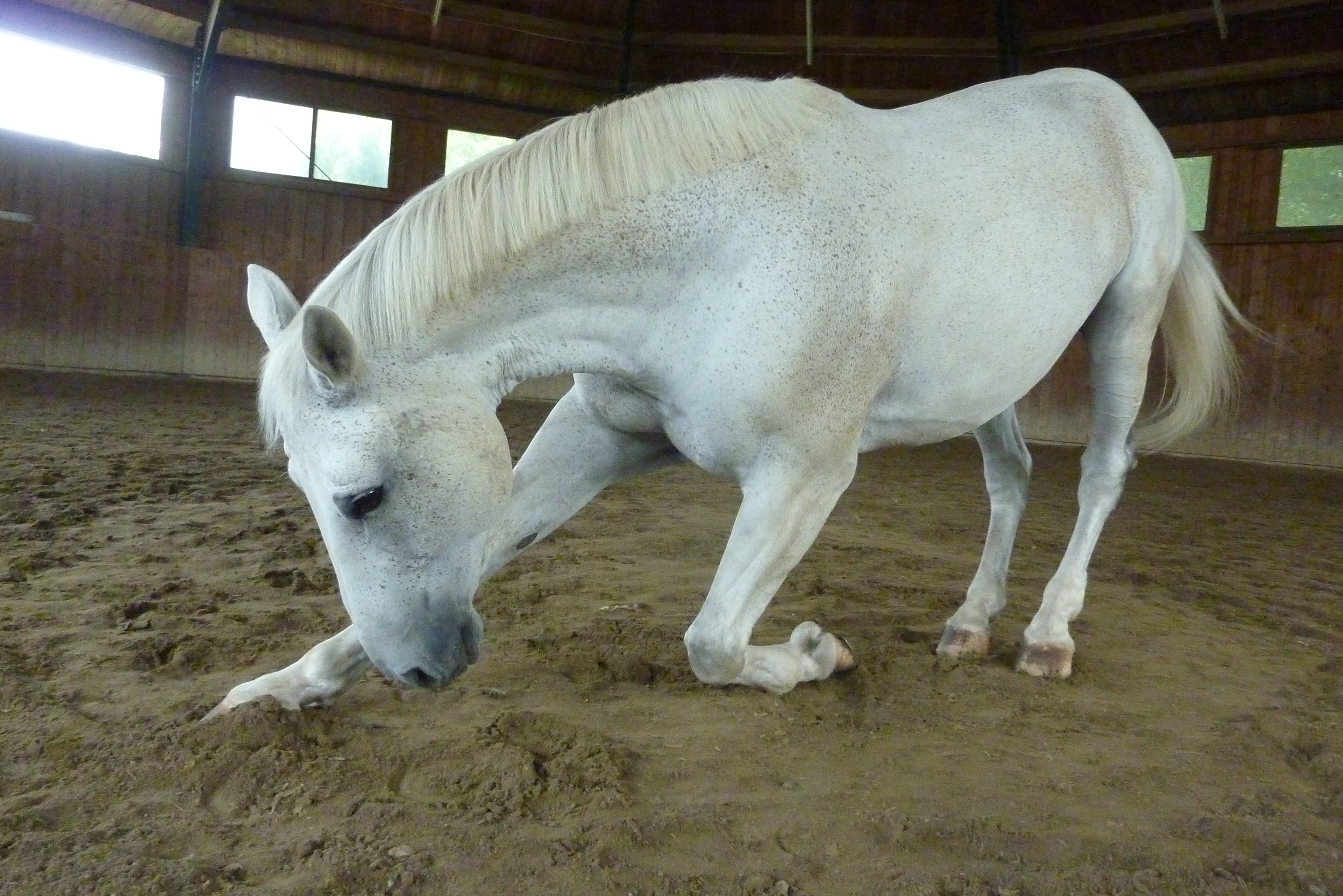
Cheval faisant la révérence, un mouvement typiquement associé au spectacle équestre.

Le spectacle équestre est multiforme et hétéroclite, il peut faire appel à la danse, au théâtre, au cirque, au chant, à la musique ou à la peinture.

### Mouvements demandés au cheval de spectacle
Les mouvements recherchés chez un cheval de spectacle sont généralement la révérence, le cabrer (pour son côté spectaculaire et impressionnant), par extension les airs relevés comme la capriole et autres allures acquises par le dressage, telles que le pas espagnol. 

### Disciplines représentées

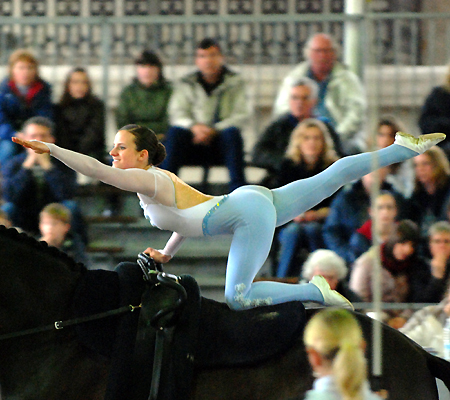
La voltige se prête bien au spectacle équestre.

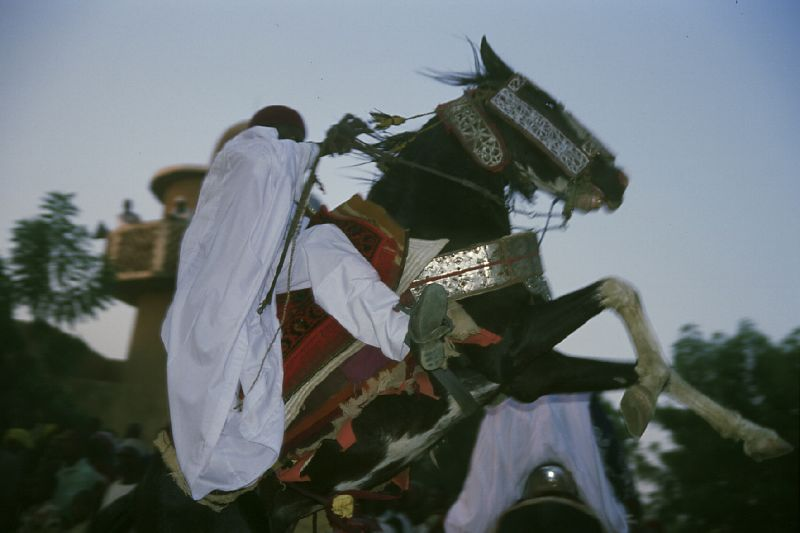
La fantasia, une tradition d'Afrique du Nord considérée comme un spectacle.

Certaines disciplines équestres se prêtent mieux au spectacle que d'autres. En particulier, le dressage classique en est l'origine même grâce aux écuyers. La voltige en cercle et la voltige en ligne sont également représentés très souvent. Au sein de ces démonstrations, la voltige cosaque allie le spectacle et l'histoire. Certaines traditions sont assimilées à des spectacles, comme la Fantasia au Maghreb. On trouve également du travail à pied et en liberté, où l'homme est à l'égal du cheval. Tous ces spectacles résultent d'un long travail d'apprentissage. Il existe également des disciplines équestres mises en scène, comme la monte en amazone et l’attelage.

## Lieux et troupes célèbres

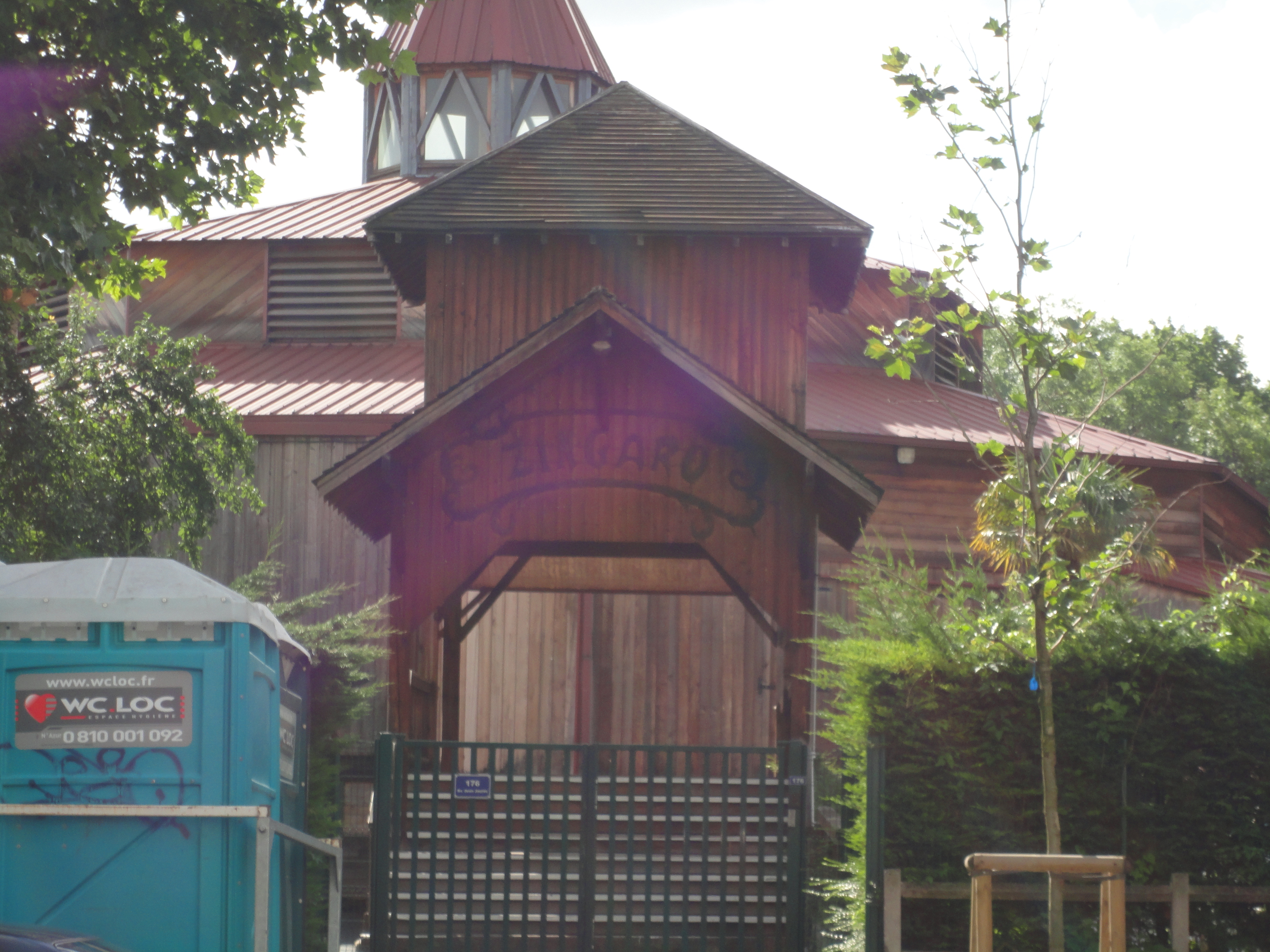
Le théâtre équestre Zingaro, à Aubervilliers.

Un spectacle équestre peut se tenir dans une grande variété de lieux, aussi bien des cirques (Bouglione, Grüss...) que de grandes écoles de dressage classique (le Cadre noir, l'école espagnole de Vienne...), des musées (le musée vivant du cheval et sa metteuse en scène Sophie Bienaimé...), des parcs d'attraction (Buffalo Bill Wild West show à Disneyland Paris, Raveleijn, la Mer de Sable, le puy du fou...), des théâtres équestres spécialement dédiés (le théâtre du Centaure et celui de la troupe Zingaro à Aubervilliers), ou en plein air. Les chevaux de spectacles sont recherchés pour des prestations variées, aussi bien au cinéma que pour des spectacles qui ne sont pas essentiellement équestres, comme Ben Hur, joué en 2006 au Stade de France.
La France s'illustre désormais de manière internationale en spectacle équestre grâce au Cadre noir, à la troupe de Bartabas, à celle de Mario Luraschi, au cirque ou encore au musée vivant du cheval. Il existe en France une académie du spectacle équestre tenue par Bartabas et destinée à la formation de nouveaux cavaliers de spectacle. La France héberge aussi un spectacle équestre annuel où se mettent en scène les meilleurs artistes de ce domaine, les Crinières d'or chaque année pendant Cheval Passion à Avignon, représentant le plus gros événement européen de spectacle équestre.
Certaines entreprises ont monté des spectacles équestre de grande ampleur, notamment Cavalia dont le siège social est basé à Montréal, dans la province de Québec au Canada. Elle a produit deux spectacles internationaux : Cavalia, Un rêve de liberté et Odysseo. Elle héberge une cinquantaine de chevaux. Les spectacles équestres produits par Apassionata, une entreprise domiciliée à Berlin, ont attiré plus de cinq millions de personnes dans toute l'Europe,.

## Dresseurs et chevaux de spectacle célèbres

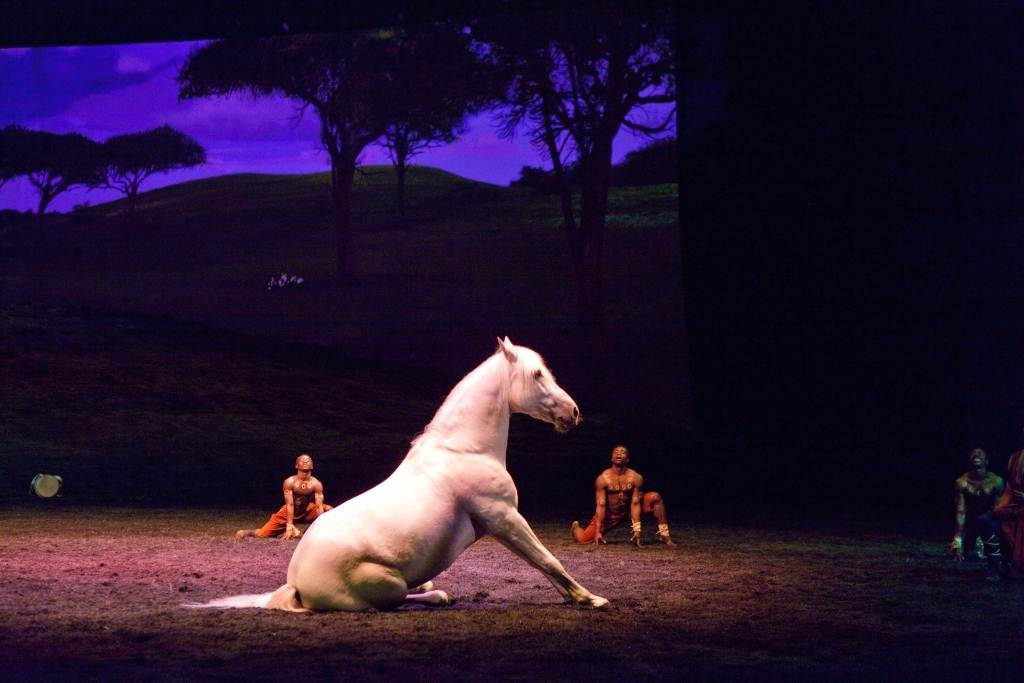
Le cheval assis, un autre grand classique du spectacle équestre, ici à Cavalia.

La famille Pignon, notamment Frédéric Pignon et Jean-François Pignon, s'est fait connaître par ses spectacles en liberté. Un grand nom du spectacle équestre de cirque est l'écuyer Alexis Grüss, qui a reçu en 1975 le Clown d'Or du Festival international du cirque de Monte-Carlo. Mario Luraschi s'est spécialisé dans le dressage de chevaux de cinéma qu'il montre régulièrement en spectacle. Le 29 janvier 2010, en ouverture des Rencontres internationales du cinéma de patrimoine et de films restaurés de Vincennes, après être arrivé dans les salons de l'hôtel de ville de Vincennes sur son cheval Quijote, il reçoit le Prix Henri-Langlois Arts et Techniques du Cinéma. Bartabas, metteur en scène et cavalier de la troupe Zingaro, s'est fait connaître dans les années 1980 grâce à son sens de la mise en scène et ses performances de dressage, comme le galop en arrière.
Les chevaux ne sont pas en reste, certains devenant aussi célèbres voir plus encore que leur dresseur. Felous, un cheval de trait alezan aux crins lavés d'origine inconnue, était initialement destiné à être abattu. Il a été dévoilé dans Le marquis ivre et a depuis joué parmi de nombreuses troupes. Gazelle, la jument de Jean-François Pignon trouvée maigre et promise à la boucherie, a vu un film entier lui être consacré. Quijote, un ibérique de Mario Luraschi, a été photographié par le studio Harcourt. Nikito, le cheval de Jean-Marc Imbert voué lui aussi à la boucherie, a été le 1er cheval à réaliser un tableau équestre en liberté, monté sans selle ni bride en 1993. Cette qualité l'a entraîné dans des tournées jusqu'en Australie. Tao, un percheron du théâtre du Centaure, est monté à cru. Templado, étalon lusitanien de Frédéric Pignon, est devenu une vedette internationale grâce à son sens de la scène et à son apparence de « cheval de conte de fée ». Zingaro, le Frison noir de Bartabas, a donné son nom à la troupe.